# Derde Divisie
La Derde Divisie, in precedenza nota come Topklasse è stata, dalla stagione 2010-2011, il terzo livello del campionato olandese di calcio. A partire dalla stagione 2016-2017 è diventata il quarto livello, a seguito della decisione della federazione olandese di introdurre una nuova divisione nazionale, la Tweede Divisie, come serie intermedia tra i primi due livelli professionistici e le attuali categorie dilettantistiche.

## Formato
Alla Derde Divisie partecipano squadre dilettantistiche. È divisa in due gironi, uno disputato il sabato ed uno la domenica, di 16 squadre ciascuno. La prima classificata di ogni girone si gioca la finale per decretare la squadra campione della Derde Divisie e l'unica promozione (non obbligatoria) nella Eerste Divisie. Se la squadra campione rifiuta la promozione, la squadra perdente la finale ha la possibilità di essere promossa in Eerste Divisie. Se anche la squadra perdente la finale rifiuta la promozione, per quella stagione non ci sono promozioni in seconda serie. Le ultime 3 classificate di ogni girone retrocedono automaticamente nella Hoofdklasse.
A partire dalla stagione 2015-2016 con l'introduzione della Tweede Divisie le prime sette squadre di ciascuno dei due gironi sono promosse in Tweede Divisie.
A partire dalla stagione 2023-24, la formula dei 2 gironi di Sabato e Domenica sarà abolita e le squadre verranno divise nei rispettivi raggruppamenti solamente in base alla posizione geografica; i rispettivi campioni saranno promossi in terza serie, mentre le squadre classificate dal secondo al quarto posto giocheranno dei playoff-promozione. Le ultime 2 classificate verranno invece retrocesse in quinta serie, insieme alla perdente degli spareggi tra terzultima e quartultima classificate di ciascun girone.

## Squadre partecipanti 2024-2025
Girone A:
- Ajax Amateurs
- DEM
- DOVO
- DVS '33
- Eemdijk
- Excelsior '31
- Genemuiden
- Harkemase Boys
- HBC
- HSC '21
- Huizen
- IJsselmeervogels
- ROHDA Raalte
- Sparta Nijkerk
- Sportlust '46
- TEC VV
- Urk
- USV Hercules

Girone B:
- ASWH
- Blauw Geel '38
- Gemert
- GOES
- HC & CV Quick
- HSV Hoek
- Kloetinge
- Kozakken Boys
- Lisse
- Meerssen
- OJC Rosmalen
- Rijnvogels
- 's-Gravenzande
- Smitshoek
- SteDoCo
- TOGB
- UNA
- VVSB

## Albo d'oro
| Stagione  | Campione del sabato | Campione della domenica | Campione della Derde Divisie | Promozione in Eerste Divisie |
| --------- | ------------------- | ----------------------- | ---------------------------- | ---------------------------- |
| 2010-2011 | IJsselmeervogels    | TOP Oss                 | IJsselmeervogels             | TOP Oss                      |
| 2011-2012 | Spakenburg          | Achilles '29            | Achilles '29                 | nessuna                      |
| 2012-2013 | Katwijk             | Achilles '29            | Katwijk                      | Achilles '29                 |
| 2013-2014 | Spakenburg          | AFC                     | Spakenburg                   | nessuna                      |
| 2014-2015 | Kozakken Boys       | Lienden                 | Lienden                      | nessuna                      |
| 2015-2016 | Excelsior Maassluis | Lienden                 | Excelsior Maassluis          | nessuna                      |

| Stagione  | Campione del sabato | Campione della domenica | Promozione in Tweede Divisie                                 |
| --------- | ------------------- | ----------------------- | ------------------------------------------------------------ |
| 2016-2017 | IJsselmeervogels    | ASV De Dijk             | IJsselmeervogels, Lisse, Rijnsburgse Boys, ASV De Dijk       |
| 2017-2018 | Spakenburg          | Jong Vitesse            | Spakenburg, SVV Scheveningen, Jong Almere City, Jong Vitesse |
| 2018-2019 | Noordwijk           | Jong Volendam           | Noordwijk, ASWH, Quick Boys, Jong Volendam, TEC VV           |
| 2019-2020 | Nessun vincitore    | Nessun vincitore        | Nessuna promozione                                           |
| 2020-2021 | Nessun vincitore    | Nessun vincitore        | Nessuna promozione                                           |
| 2021-2022 | Lisse               | OFC Oostzaan            | Lisse, OFC Oostzaan                                          |
| 2022-2023 | ACV                 | ADO '20                 | ACV, ADO '20                                                 |
| 2023-2024 | RKAV Volendam       | Barendrecht             | RKAV Volendam, Barendrecht                                   |
| 2024-2025 | IJsselmeervogels    | HSV Hoek                | IJsselmeervogels, HSV Hoek                                   |